# 物部村 (京都府)
物部村（ものべむら）は、京都府何鹿郡にあった村。現在の綾部市の北西部、犀川の中流域、京都府道9号綾部大江宮津線の沿線にあたる。

## 地理
- 河川：犀川

## 歴史
- 1889年（明治22年）4月1日 - 町村制の施行により、物部村・白道路村・新庄村・西坂村の区域をもって発足。
- 1955年（昭和30年）4月10日 - 綾部市に編入。同日物部村廃止。